# Sociologie feministă
Sociologie feministă este o noțiune generică căreia îi pot fi subsumate diverse de perspective sociologice bazate pe multitudinea de teorii feministe conturate începând cu ultimele decenii ale secolului XX. Trăsătura lor comună este considerarea genului ca o categorie centrală de analiză sociologică și poziția critică față de sociologiile tradiționale. Sociologiile feministe consideră că acestea au ignorat și marginalizat femeile, au ignorat sexul ca variabilă de cercetare sau l-au considerat doar ca simplă variabilă demografică, au pseudo-inclus și/sau au interpretat deformat experiențele femeilor sau au folosit excesiv interpretările prescriptive legate de aspectele de gen în detrimentul celor descriptive.

## Evoluția sociologiei feministe
Sociologia, în comparație cu alte domenii ale științelor sociale, a fost mai rezistentă în a accepta propunerile teoretice ale feminismului. Acest lucru se datorează influenței conceptualizărilor funcționaliste ale genului din sociologie (în termeni exclusiv de roluri de gen), includerii genului mult timp doar ca variabilă demografică și nu ca o categorie centrală de analiză și ghetoizării ideilor feministe în interiorul sociologiilor marxiste.

## Feminism și rasă
Femeile care suferă de opresiune din cauza rasei se pot afla într-o legătură dublă. Relația dintre feminism și rasă a fost în mare parte neglijată până când al doilea val de feministe a adus o literatură mai mare pe tema "Feminismul de culoare".
Anna Julia Cooper și Ida Bell Wells-Barnett sunt femei afro-americane, care au contribuit la realizarea multor cercetări și contribuții valoroase în domeniul feminismului de culoare. "Cooper și Wells-Barnett au atras conștient experiențele lor trăite ca femei afro-americane pentru a dezvolta o "conștiință sistematică a societății și a relațiilor sociale". Ca atare, aceste femei prevestesc dezvoltarea unei teorii sociologice feministe bazate pe interesele femeilor de culoare".
O contribuție instrumentală la domeniu a fost lucrarea de referință a lui Kimberlé Crenshaw din 1989, "Demarginalizarea intersecției dintre rasă și sex: o critică feministă neagră a doctrinei antidiscriminării, teoria feministă și politica antirasistă" (Crenshaw 1989). În aceasta, ea prezintă modul în care femeile de culoare au fost șterse din pedagogia feministă. Femeile de culoare trebuie să fie înțelese ca având identități multiple care se intersectează și se întăresc unul pe alta, cele două experiențe cheie de a fi de culoare și de a fi femei. În plus, femeile de culoare suferă atât pe fronturile rasiste, cât și pe cele sexiste, marginalizate nu numai de sistemele mai mari de opresiune ci de discursul feminist existent, care nu ia în considerare intersecționalitate lor. Activitatea lui Crenshaw este parte integrantă a înțelegerii sociologiei feministe, deoarece a pledat pentru gândirea feministă neagră și a stabilit baza dezvoltării pentru viitorii sociologi feminini precum Patricia Hill Collins.

## Caracteristicile sociologiei feministe
Sintagma “sociologie feministă” este considerată de unii o contradicție în termeni căci în sens tradițional sociologia echivalează cu neutralitate axiologică și cu obiectivitate iar feminismul își asumă în mod deschis angajarea, implicarea.
Caracteristica importantă a sociologiei feministe este înscrierea demersului într-o perspectivă teoretică care acordă un rol și o importanță fundamentală diviziunilor de gen din viața socială. S.g. problematizează inegalitățile de gen contribuind la o înțelegere mai bună a mecanismelor prin care se produc și se reproduc inegalitățile sociale între bărbați și femei.
Sociologia feministă nu este doar o sociologie cu femei ci este mai ales o sociologie pentru femei. Strategia inițială de rectificare a absenței femeilor din studiile sociologice prin simpla adăugare a lor în cercetări și prin promovarea lor în cadrul domeniului academic, sau cercetările axate pe explicarea inegalităților de gen prin prisma exclusivă a rolurilor de sex (variante liberale) s-au dovedit a nu fi abordări feministe, căci definițiile și barierele conceptuale și de interpretare ale disciplinei în sine nu au fost chestionate. Pentru ca cercetarea sociologică să fie considerată feministă a fost nevoie de mai mult: alt tip de întrebări, alte raporturi între cercetător și cel studiat, alte scopuri ale cercetării.

## Sociologie feministă. Contribuții în domeniul cercetării
Noutatea sociologiei feministe este identificabilă mai ales la nivelul trăsăturilor metodologice și epistemologice și mai puțin la nivel de metode proprii de cercetare. Aflată într-un plin proces de profesionalizare, teoria sociologică feministă se definește prin valorile pe care le promovează și nu prin tehnici particulare adoptate.
Cercetarea feministă a impulsionat științele sociale în general și sociologia în particular cel puțin prin:
- Noi resurse empirice și teoretice-experiențele femeilor, mereu la plural (sporirea interesului pentru cercetarea femeilor și a experiențelor acestora);

- Noi scopuri pentru cercetare (pentru femei);

- Noi teme de studiu (lărgirea tematicii de cercetare prin abordarea unor teme ca munca casnică, violența domestică, maternitatea ca instituție socială, dimensiunea de gen a unor instituții, etc);

- Dezvoltarea unei sociologii de ramură-sociologia genului;

- Impulsionarea cercetărilor interdisciplinare;

- Încorporarea unei receptivități de gen în interiorul cadrelor teoretice (gen-izarea sociologiei).

## Sociologia feministă contemporană
Sub influența feminismului colonial, multicultural (practicat de Bell Hooks, Uma Narayan, și, în general, de reprezentantele feminismului nonvestic) sociologia feministă contemporană își asumă din ce în ce mai mult presiunile dinăuntru, operând cu mai multe variabile de cercetare (clasă, etnie, vârstă, apartenență religioasă, preferință sexuală, etc) și nu doar exclusiv cu genul în procesul de interpretare a faptelor, relațiilor și instituțiilor sociale. 
Nume importante în sociologia feministă (selecție): Jessie Bernard, Nancy Chodorow, Sandra Harding, Arlie Hochschild, Liz Kelly, Judith Lorber, Ann Oakley, Shulamit Reinharz, Dorothy Smith, Candace West, Don Zimmerman.

## Sociologia feministă în România
În România domeniul este, cu mici excepții, neabordat. Microcercetările realizate sub egida Societății de Analize Feministe AnA sau, mai de curând, ale centrului Filia, unele lucrări de masterat din cadrul SNSPA-masteratul de studii de gen sau lucrări de doctorat precum cea a Laurei Grünberg (“Sociologia feministă un alt fel de sociologie. Gen-izarea sociologiei între proiect și utopie”) și cercetarea Valentinei Marinescu, "Aspecte de gen ale muncii domestice" (2002, Polirom), dar și contribuțiile sociologice întreprinse de sociologul Petru Iluț sunt începuturi în acest sens.